# Водяной скорпион обыкновенный
Водяной скорпион обыкновенный (лат. Nepa cinerea) — вид водных клопов из семейства водяных скорпионов (Nepidae). Обитает в заилённых пресных водоёмах на территории Европы, Африки и Северной Азии. В Европе — единственный представитель рода Nepa.

## Описание
Тело плоское, широкое, с двумя дыхательными трубочками на конце брюшка. Его длина составляет от 17 до 25 мм, ширина — от 6 до 10 мм. Голова маленькая, треугольной формы с двумя небольшими глазами и острым сосущим хоботком. Усики очень короткие. Окрас тела от тёмно-серого до серо-коричневого. Передние ноги несколько напоминают клешни скорпиона, 12—20 мм в длину, серого, редко черноватого цвета. Брюшко сверху красное с чёрными основанием и концом. Крылья дымчатые, с красными или желтоватыми жилками.

## Питание
Питается кладоцерами, личинками насекомых, мальками рыб и головастиками амфибий. Нападает на добычу из засады, хватая её передними конечностями и производя укол хоботком, затем из жертвы высасывается жидкость.

## Размножение
Спаривание происходит весной. Яйца, имеющие на верхнем конце 7 лучеобразных отростков, откладываются на водяные растения. В период с мая по июль появляются личинки. Они проходят пять фаз развития и в сентябре становятся взрослыми насекомыми. Зимовка в стадии имаго происходит на дне илистых водоёмов. Продолжительность жизни может составлять несколько лет.

## Иллюстрации

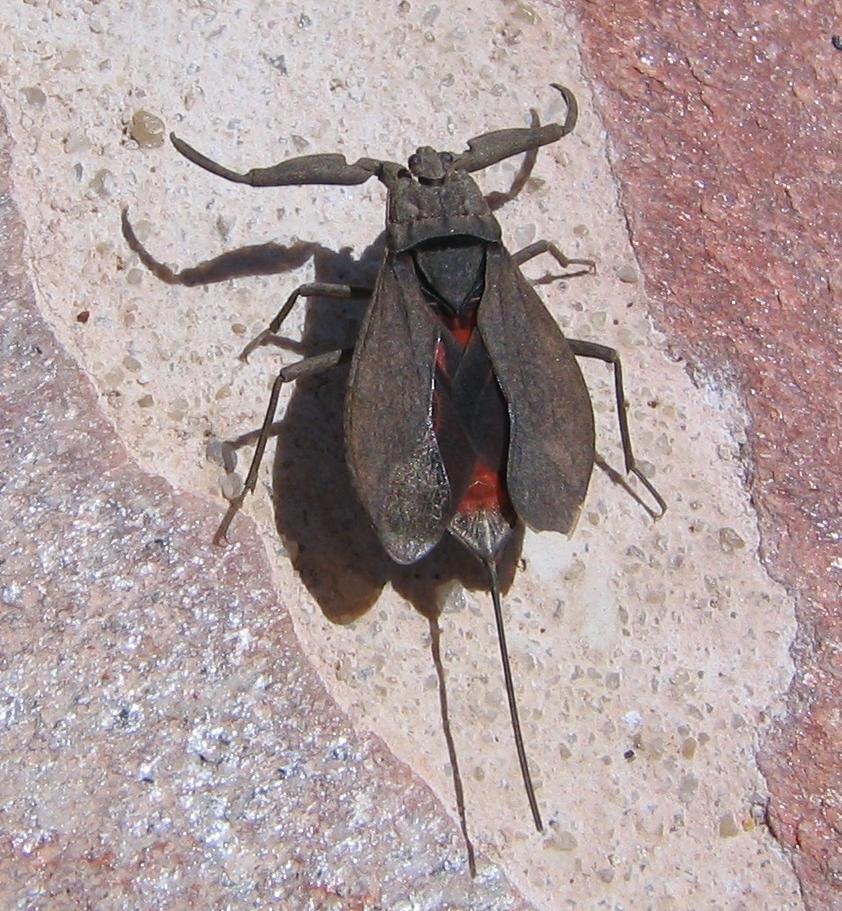
Насекомое с расправленными надкрыльями
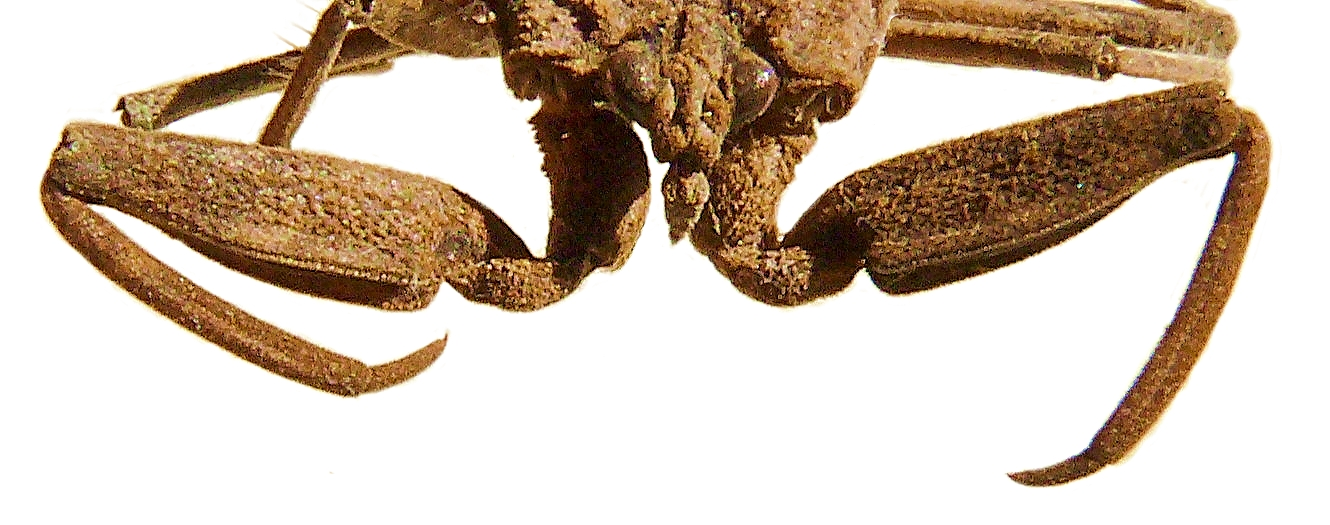
Голова и передние конечности
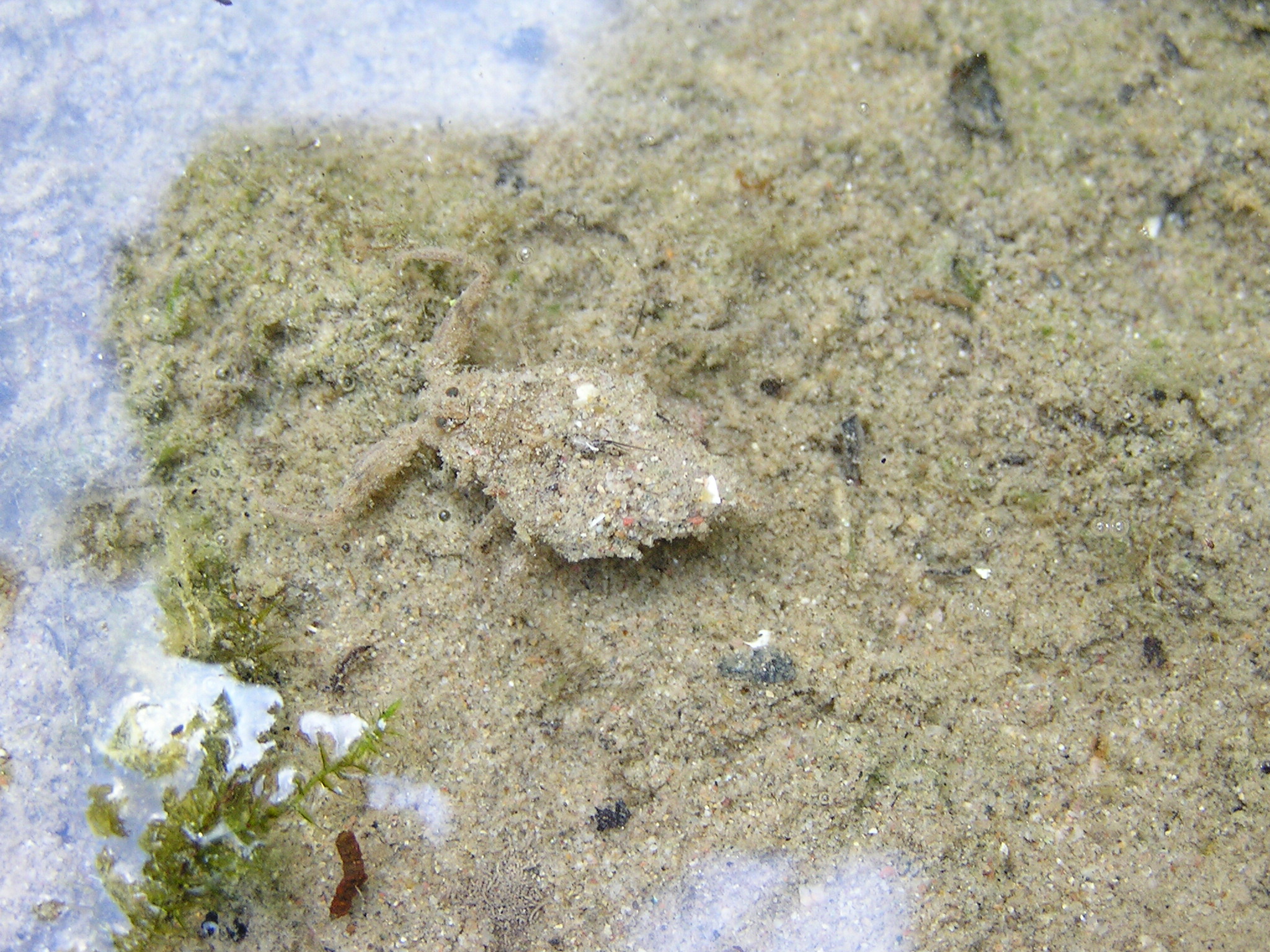
Нимфа на илистом дне
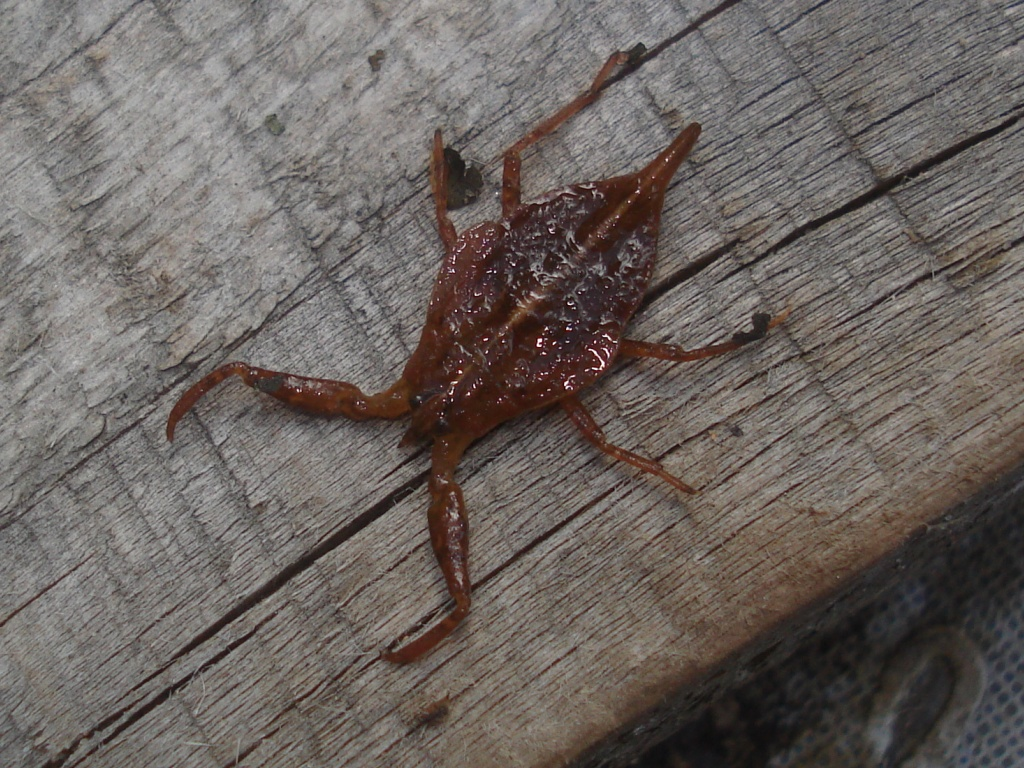
Поздняя стадия нимфы